# 孔热维尔-蒂永维尔
孔热维尔-蒂永维尔（法語：Congerville-Thionville，法語發音：[kɔ̃ʒɛʁvil tjɔ̃vil] ⓘ）是法国法兰西岛大区埃松省的一个市镇，属于埃唐普区。该市镇于1973年由原市镇孔热维尔（Congerville）和蒂永维尔（Thionville）合并而成。

## 地理
孔热维尔-蒂永维尔（48°22'40"N, 1°59'40"E）面积8.47 平方千米，位于法国法蘭西島大區埃松省，该省份为法国北部内陆省份，北起上塞纳省和马恩河谷省，西接厄尔-卢瓦省和伊夫林省，南至卢瓦雷省，东临塞纳-马恩省。
与孔热维尔-蒂永维尔接壤的市镇（或旧市镇、城区）包括：梅罗贝尔、皮赛、瓦松维尔、沙洛圣马尔、沙卢-穆利讷、戈梅维尔。

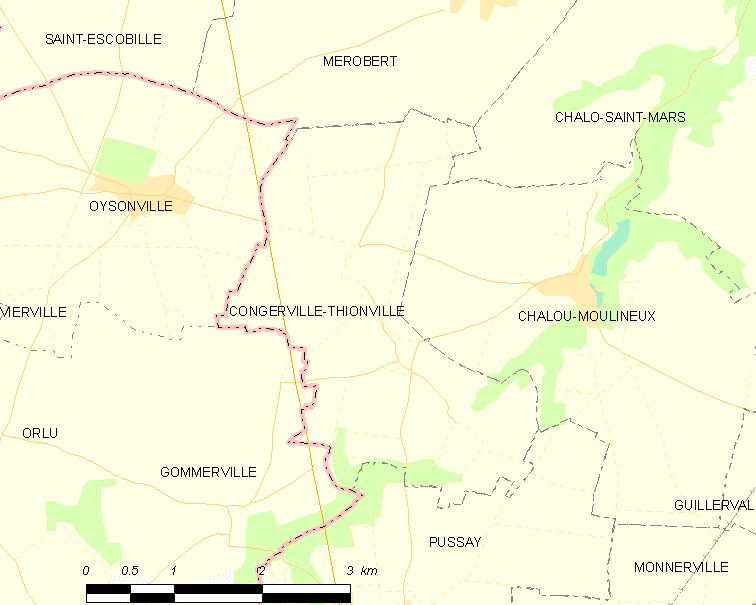
孔热维尔-蒂永维尔的OSM定位图

孔热维尔-蒂永维尔的时区为UTC+01:00、UTC+02:00（夏令时）。

## 行政
孔热维尔-蒂永维尔的邮政编码为91740，INSEE市镇编码为91613。

## 政治
孔热维尔-蒂永维尔所属的省级选区为埃唐普县。

## 人口

1962-2008年间孔热维尔-蒂永维尔人口变化图示

孔热维尔-蒂永维尔于2022年1月1日时的人口数量为212人。